# Jesper Carström
Hans Jesper Carström, född 18 maj 2002, är en svensk fotbollsspelare som spelar för Karlstad Fotboll. 

## Klubblagskarriär
Jesper Carströms moderklubb är Svartviks IF i Kvissleby utanför Sundsvall. Inför säsongen 2017 lämnade den 14-årige Carström klubben för spel i GIF Sundsvall.
Våren 2019, kort efter att han fyllt 17 år, skrev Jesper Carström på sitt första A-lagskontrakt med GIF Sundsvall. Den 6 juli 2019 fick Carström också debutera i Allsvenskan, då han stod för ett inhopp i 1-2-förlusten mot IFK Göteborg. Han blev därmed första spelare född 2002 att spela allsvensk fotboll. Framträdandet blev hans enda när GIF Sundsvall åkte ur den högsta divisionen.
Trots intresse från Parma och Sheffield United tecknade Carström i januari 2020 ett nytt treårskontrakt med GIF Sundsvall. Senare samma år fick han starta sin första match för klubben, då de spelade 1-1 mot Dalkurd FF den 27 juni 2020.
Säsongen 2021 tampades Carström med stora skadeproblem. Mittfältaren startade enbart i tre matcher - hälften så många som säsongen innan - och utgick de två första gångerna med skador i baklåret. För GIF Sundsvall blev det dock ett succéfyllt år, då de slutade på en andraplats i Superettan och tog sig upp i Allsvenskan igen. Inför den allsvenska comebacken tecknade Carström ett nytt kontrakt med klubben, vilket sträcker sig till och med 2024.
Den 11 juli 2022 lånades Carström ut till Gefle IF på ett låneavtal över resten av säsongen. Han gjorde sju mål på 15 matcher och hjälpte klubben att bli uppflyttad till Superettan.
I december 2024 värvades Carström av Karlstad Fotboll, där han skrev på ett tvåårskontrakt.

## Landslagskarriär
Jesper Carström har representerat Sveriges U19- och U17-landslag.
Landslagsdebuten skedde den 19 september 2017, när P15-landslaget förlorade med 2-3 mot Norge. Året därpå deltog Carström i den första kvalrundan till U17-EM 2019 men lämnades sedan utanför mästerskapstruppen.

## Privatliv
Både Jesper Carströms far, Fredrik och hans farfar, Bert-Ola är tidigare fotbollsspelare och tränare.

## Statistik
| Klubb              | Säsong             | Liga               | Liga    | Liga | Nationell cup | Nationell cup | Totalt  | Totalt |
| Klubb              | Säsong             | Division           | Matcher | Mål  | Matcher       | Mål           | Matcher | Mål    |
| ------------------ | ------------------ | ------------------ | ------- | ---- | ------------- | ------------- | ------- | ------ |
| GIF Sundsvall      | 2019               | Allsvenskan        | 1       | 0    | 0             | 0             | 1       | 0      |
| GIF Sundsvall      | 2020               | Superettan         | 17      | 0    | 2             | 0             | 19      | 0      |
| GIF Sundsvall      | 2021               | Superettan         | 15      | 0    | 3             | 0             | 18      | 0      |
| GIF Sundsvall      | 2022               | Allsvenskan        | 3       | 0    | 2             | 1             | 5       | 1      |
| GIF Sundsvall      | 2023               | Superettan         | 23      | 3    | 3             | 0             | 26      | 3      |
| GIF Sundsvall      | 2024               | Superettan         | 18      | 0    | 4             | 0             | 22      | 0      |
| GIF Sundsvall      | Totalt             | Totalt             | 77      | 3    | 14            | 1             | 91      | 4      |
| Gefle IF (lån)     | 2022               | Ettan Norra        | 15      | 7    | 0             | 0             | 15      | 7      |
| Karlstad Fotboll   | 2025               | Ettan Norra        | 0       | 0    | 0             | 0             | 0       | 0      |
| Totalt i karriären | Totalt i karriären | Totalt i karriären | 92      | 10   | 14            | 1             | 106     | 11     |